# Thomas Deuster
Thomas Deuster (* 13. Dezember 1964 in Leverkusen) ist ein ehemaliger deutscher Basketball-Nationalspieler und Sportmanager. Nach dem Studium in den Vereinigten Staaten spielte Deuster in der deutschen Basketball-Bundesliga. Mit der Herren-Nationalmannschaft verpasste Deuster 1988 die Qualifikation für das olympische Basketballturnier, während er mit seinem Stammverein Bayer Leverkusen insgesamt fünfmal deutscher Meister und dreimal Pokalsieger wurde. Nach seinem Karriereende war Deuster bis 2005 Manager beim deutschen Rekordmeister Bayer Giants Leverkusen. Deuster ist als Jugendtrainer bei Fast-Break Leverkusen e.V. dem Basketball auch danach noch verbunden geblieben.

## Karriere
1982 wurde er mit Leverkusen deutscher A-Jugendmeister. Deuster machte 1983 einen Abschluss an der High School in Centralia (Washington), die bereits sein früherer Leverkusener Vereinskamerad Detlef Schrempf besucht und mit deren Schulmannschaft 1981 eine Staatsmeisterschaft von Washington gewonnen hatte. Deuster hingegen verlor 1983 mit der Schulmannschaft Tigers gegen die Olympic Trojans, bei denen sein gleichaltriger deutscher Jugendnationalmannschaftskamerad Christian Welp herausragte, mit dem Deuster bei der Kadetten-Europameisterschaft 1981 eine Bronzemedaille gewonnen hatte. Während Welp wie Schrempf zum Studium an die University of Washington ging, wechselte Deuster zum Studium zunächst an das Junior College in Centralia, dessen Hochschulmannschaft Trailblazers in der Northwest Athletic Association of Community Colleges (NWAACC) spielen. Nach einem Jahr ging Deuster zum weiterführenden Studium dann jedoch an die University of Oregon, wo er mit der Hochschulmannschaft Ducks wie Welp in der damaligen Pacific-10 Conference der NCAA spielte. Während Schrempf und Welp sich bei den Washington Huskies für eine Karriere in der Profiliga NBA empfehlen konnten, konnten sowohl in jener Zeit die Ducks als auch Deuster bei den Ducks selbst sich nicht in den Vordergrund spielen.
Nach zwei Jahren in Oregon beendete Deuster das Studium dort und ging 1986 zurück nach Deutschland, wo er sich in Berlin-Charlottenburg dem Erstligisten DTV Charlottenburg anschloss, einem Vorgängerverein des späteren Serienmeisters Alba Berlin. Nach Entlassung des Trainers Rick Shore geriet der Verein wegen ausstehender Forderungen jedoch in finanzielle Schwierigkeiten und musste später Konkurs anmelden. Nachdem Deuster in der Herren-Nationalmannschaft zunächst nur in Freundschaftsspielen eingesetzt worden war, gehörte er im Juli 1988 der Olympiamannschaft an, die sich beim europäischen Qualifikationsturnier in den Niederlanden erst noch für das olympische Basketballturnier qualifizieren musste. Hier belegte die Auswahl ohne die NBA-Profis Schrempf, Welp und Uwe Blab jedoch nur den vorletzten Platz und verpasste damit die Qualifikation. Bevor die Erstliga-Lizenz der Charlottenburger auf den Nachfolgeverein übertragen worden war, hatte Deuster Berlin 1989 jedoch wieder verlassen und war in seine Heimatstadt zurückgekehrt. 1989 gewann er mit der bundesdeutschen Studentenauswahl Bronze bei der Universiade in Duisburg.
Beim TSV Bayer 04, zuletzt Meister 1986, konnte man mit dem jungen Trainer Dirk Bauermann 1990 den Titelverteidiger Steiner Bayreuth ablösen und in der Folge sieben Meisterschaften in Serie gewinnen, unter anderem auch mit Welp, der ab 1991 für Leverkusen spielte. Deuster hingegen spielte bis 1994 für Bayer, die mit diesen Meisterschaften zum Rekordmeister aufstiegen und in Deusters Zeit bis 1994 auch in Verbindung mit dem Pokalsieg dreimal das Double gewann. Deuster wechselte 1994 rheinaufwärts zum Rhöndorfer TV, mit dem er in der 2. Basketball-Bundesliga 1994/95 in die höchste Spielklasse Basketball-Bundesliga aufstieg. Nach zwei Spielzeiten, in denen die Rhöndorfer zuletzt in der Basketball-Bundesliga 1996/97 noch vor Titelverteidiger Leverkusen den zweiten Hauptrundenplatz erreichten, jedoch bereits gegen Lokalrivale Telekom Baskets Bonn in der ersten Play-off-Runde ausschieden, beendete Deuster seine aktive Karriere.
Nach seiner aktiven Karriere arbeitete Deuster bei Bayer 04 und seinem Sponsor mit, der jedoch seine finanziellen Mittel zunehmend auf den Fußball konzentrierte. Im Jahr 2000 wurde Deuster bei Bayer 04 Nachfolger des langjährigen Erfolgsmanagers Otto Reintjes, der zum Ligaverband der Basketball-Bundesliga wechselte. In Folge der Bosman-Entscheidung waren zuvor bereits die vorhandenen Restriktionen beim Einsatz von Ausländern weitgehend aufgehoben und deutsche Nationalspieler wurden zudem auch von Vereinen aus finanzkräftigen südeuropäischen Ligen umworben. Zudem hatten die Berliner mit einem finanziell potenten Namenssponsor ab Mitte der 1990er Jahre die Lücke zu Bayer 04 geschlossen und den bisherigen Serienmeister Leverkusen abgelöst. Im Februar 2002 löste Deuster Trainer Calvin Oldham, als Bayreuther Spieler selbst noch Konkurrent der Leverkusener, ab und übernahm die sportlich ins Mittelmaß abgerutschten, nun als Bayer Giants firmierende Mannschaft interimsweise selbst bis zum Saisonende. In den Play-offs der Basketball-Bundesliga 2001/02 blieb man als Hauptrundenvierter in der ersten Runde sieglos gegen Titelverteidiger Alba Berlin. Zur folgenden Saison installierte Deuster seinen ehemaligen Mannschaftskameraden Heimo Förster als Trainer und die Bayer Giants traten mit dem erklärten Konzept an, um Nationalspieler Denis Wucherer mit talentierten Nachwuchsspielern neue Erfolge zu feiern. Während die Berliner in Kooperation mit dem TuS Lichterfelde zehn Jahre zuvor auf ähnliche Weise ihren sportlichen Aufstieg erreicht hatten, hatten die Leverkusener durch den erhöhten Wettbewerbsdruck und der zunehmenden Anzahl von erfahrenen ausländischen Spielern in der Liga auch mittelfristig damit wenig Erfolg. Nachdem man zweimal nur knapp den Einzug in die Play-offs geschafft hatte, rutschte man in der Abschlusstabelle der Basketball-Bundesliga 2004/05 auf den viertletzten Tabellenplatz. Denis Wucherer wechselte anschließend zum Abschluss seiner Karriere ebenfalls ins Ausland und Deuster machte als Manager Platz für Otto Reintjes, der nach Auslaufen seines Vertrags bei der Liga zunächst auf seinen alten Posten zurückkehrte und den Vertrag von Trainer Förster nicht verlängerte. Deuster ging zurück in die Chemie-Sparte des größten privaten Leverkusener Arbeitgebers.